# Sveti Andrija - podmorje
Sveti Andrija - podmorje este o arie protejată (sit de importanță comunitară — SCI) din Croația întinsă pe o suprafață de 27,01 ha, integral marine.

## Localizare
Centrul sitului Sveti Andrija - podmorje este situat la coordonatele 42°38′44″N 17°57′17″E / 42.64548°N 17.954813°E.

## Înființare
Situl Sveti Andrija - podmorje a fost declarat sit de importanță comunitară în iulie 2013 pentru a proteja un număr necunoscut de specii din flora spontană și fauna sălbatică aflate în arealul zonei.

## Biodiversitate
Situată în ecoregiunea marină mediteraneană, aria protejată conține 2 habitate naturale: Peșteri marine scufundate complet sau parțial, Recifuri.
La baza desemnării sitului se află un număr nedeclarat de specii protejate.